# D-TODAY
『D-TODAY』（ディートゥデイ）は、2001年10月6日（5日深夜）から2002年3月30日（29日深夜）まで日本テレビ系列が編成していた日本テレビ製作の深夜ドラマ放送枠である。編成時間は毎週土曜 0:42 - 1:17 （金曜深夜、日本標準時）、『ZZZ』金曜第2部の枠として編成。

## 放送作品一覧
各作品の放送期間は、基本的には1か月程度であった。

### 2001年
- OLポリス（10月）
- 恋愛裁判（11月）
- おいしい女たち（12月）

### 2002年
- 内田春菊の連続女優殺人事件（1月）
- 東京ぬけ道ガール（2月）
- だめんず・うぉ〜か〜（飯島愛主演版、3月）